# T. Peter Brody
Tamas Peter Brody, genannt Peter, (* 18. April 1920 in Budapest; † 18. September 2011 in Pittsburgh) war ein britisch-ungarischer Physiker. Er ist Miterfinder der Aktiv-Matrix-Displays mit Dünnschichttransistoren.

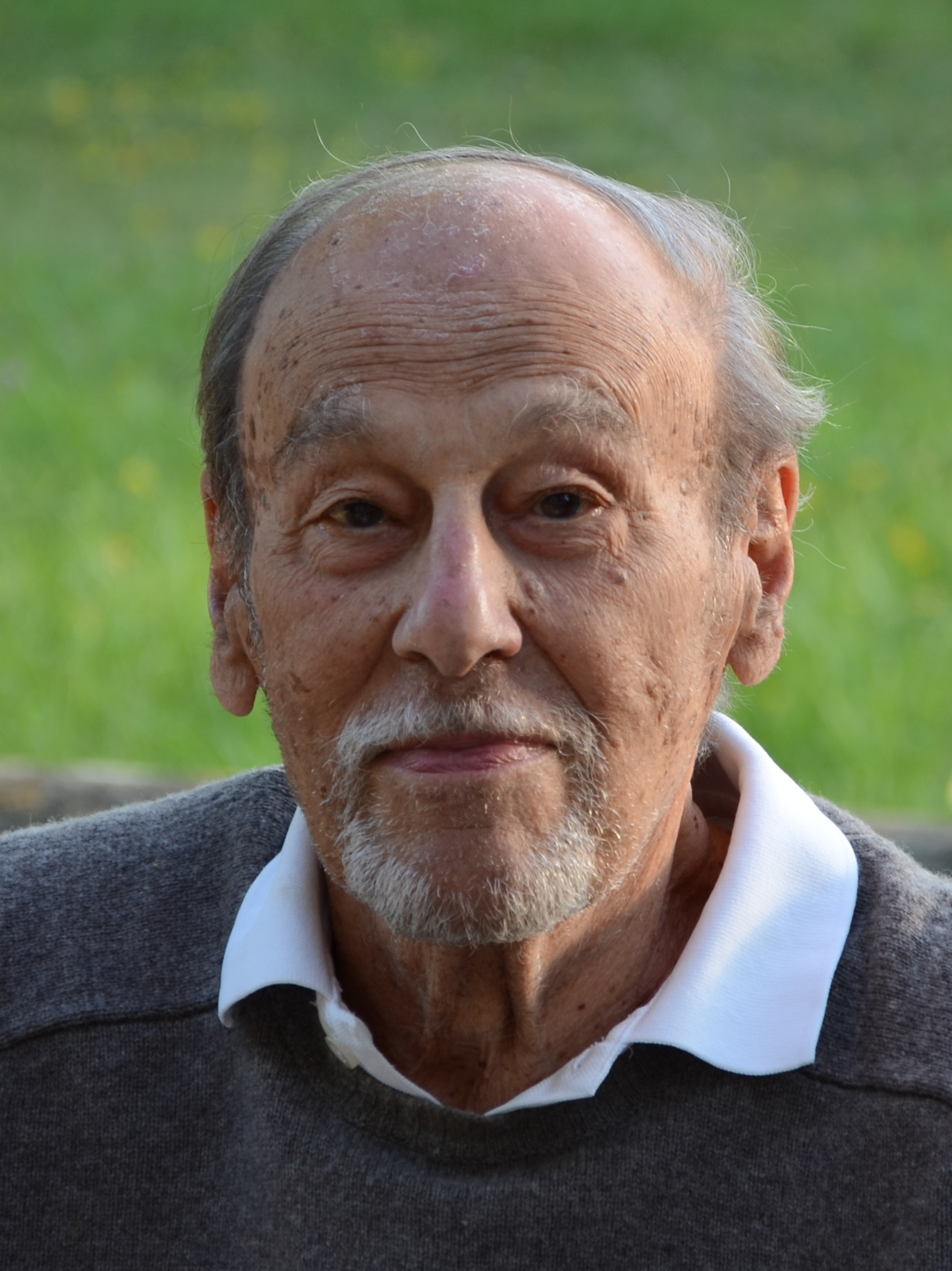
Peter Brody 2011

## Leben
Brody verließ 1938 Ungarn, um am London College of Printing zu studieren. Im Zweiten Weltkrieg arbeitete er für die SOE (wo er es bis zum Hauptmann brachte) und wurde 1948 britischer Staatsbürger. Er war musikalisch begabt und studierte Klavier an der Guildhall School of Music and Drama. Gleichzeitig studierte er Physik an der Universität London und wurde 1953 in Theoretischer Physik promoviert. Bis 1959 war er Senior Lecturer an der Universität und ging dann in die Forschungslaboratorien der Westinghouse Electric Corporation in Pittsburgh.
Bei Westinghouse arbeitete er sowohl theoretisch als auch experimentell zum Beispiel über Tunneldioden, Feldemission, Mustererkennung, Halbleiterschaltungen, Injektionslumineszenz, bevor er sich Dünnschichttransistoren (TFT) zuwandte und bei TFT auf flexiblen Substraten 1968 Pionierarbeit leistete. 1972 entwickelte er hier Aktiv-Matrix-Displays (AMLCD), einer Schlüsseltechnologie für Flüssigkristallbildschirme. In einer Veröffentlichung 1975 führte er auch den Begriff Active Matrix ein.
Als Westinghouse 1979 das Forschungsprogramm, auf dem Brody tätig war, einstellte, verließ er die Firma und gründete Panelvision, die 1983 die ersten AMLCDs in den US-Markt einführten. 1985 wurde die Firma von Litton Systems übernommen. 1988 gründete er Magnascreen für die Herstellung großer Flachbildschirme, verließ aber 1990 die Firma und gründete die Beraterfirma Active Matrix Associates, die eine Reihe geheimer Projekte für die DARPA durchführte. 1998 erfand er eine Methode, billig elektronische Schaltkreise in dünnen Filmen herzustellen mit 3D-Druck und gründete 2002 mit Kollegen die Firma Amedeo (heute Advantech US) mit Finanzierung von Compaq. Die Firma entwickelte und produzierte AM-Technologie für Flachbildschirme wie AM-OLEDs. Er war in der Firma Chefwissenschaftler bis zu seinem Tod.
Er veröffentlichte über 70 Aufsätze und erhielt über 60 Patente.
1983 wurde er Fellow der Society for Information Display (SID), deren Karl Ferdinand Braun Preis er 1987 erhielt. 1988 erhielt er den Rank Preis in Optoelektronik und den Eduard-Rhein-Preis, 2011 die IEEE Jun-ichi Nishizawa Medal und den Charles-Stark-Draper-Preis für 2012.